# Zaimtjevo
Zaimtjevo (bulgariska: Заимчево) är ett distrikt i Bulgarien.   Det ligger i kommunen Obsjtina Ruen och regionen Burgas, i den östra delen av landet, 300 km öster om huvudstaden Sofia.
I omgivningarna runt Zaimtjevo växer i huvudsak lövfällande lövskog. Runt Zaimtjevo är det ganska glesbefolkat, med 47 invånare per kvadratkilometer.